# Şah (córka Selima I)
Şah Huban, Şah (osm. شاه سلطان) – osmańska księżniczka, córka sułtana Selima I i jego pierwszej żony Ayşe Hatun, siostra przyrodnia Sulejmana Wspaniałego. W latach 1523–1541 małżonka Wielkiego wezyra Lütfiego. Nazywana była księżną Manisy (miasta, w którym się urodziła). 

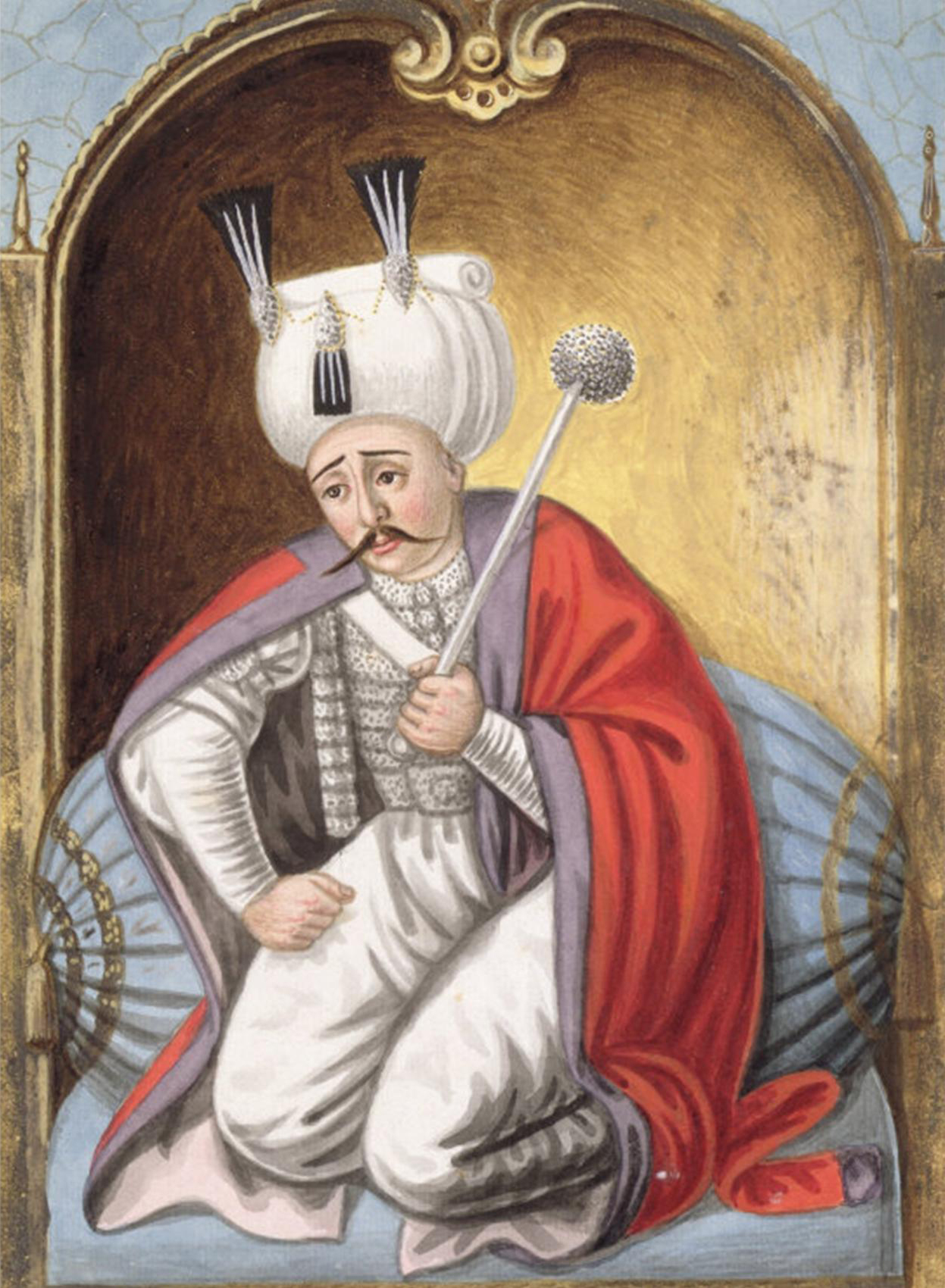
Ojciec sułtanki Şah, sułtan Selim I.

## Życiorys
Dorastała w Manisie i w 1523 roku wyszła za mąż za przyszłego wielkiego wezyra Lütfiego Paszę. Jej małżonek został wielkim wezyrem w 1539 roku. Mieli dwie córki: Esmehan Baharnaz Sultan (żona księcia Mehmeda, matka Hümaşah Sultan) i Neslihan Sultan. W 1541 roku rozwiodła się ze swoim mężem, który został usunięty ze swego stanowiska. Do rozwodu doszło z jej inicjatywy, rzekomo z powodu kary wymierzonej przez jej męża kobiecie oskarżanej o cudzołóstwo. Lütfi Pasza nakazał obcięcie kończyny cudzołożnicy, co doprowadziło do sporu pomiędzy paszą a sułtanką Şah. W trakcie gorącej dyskusji pasza pobił swoją żonę. Po tym zajściu sułtanka Şah kazała swoim sługom pobić Lütfiego Paszę i poskarżyła się swemu bratu Sulejmanowi. Doprowadziło to do pozbawienia Lütfiego Paszy stanowiska wielkiego wezyra imperium osmańskiego. 
W 1556 roku Sinan wybudował dla sułtanki meczet Şah Sultan.

## W kinematografii
W serialu telewizyjnym Wspaniałe stulecie (Muhteşem Yüzyıl) w rolę Şah wciela się turecka aktorka Deniz Çakır.